# 62-es busz (Kecskemét)
A kecskeméti 62-es jelzésű autóbusz a Széchenyi térről indulva körjáratként közlekedett, érintette Szeleifalut és Rendőrfalut. A viszonylatot a Kecskeméti Közlekedési Központ megrendelésére az Inter Tan-Ker Zrt. üzemeltette.

## Története
A járatot 2020. március 23-án a koronavírus-járvány miatt bevezetett elégséges szolgáltatást biztosító menetrend részeként indították el a 2-es és 6-os buszok összevonásával.
A május 25-ei menetrendben már nem szerepelt, mert újraindították a 2-es és 6-os jelzésű járatokat.

## Útvonala
| Széchenyi tér ► Szeleifalu ► Rendőrfalu ► Széchenyi tér |
| --- |
| Széchenyi tér vá. – Szilády Károly körút – Kölcsey utca – Dobó István körút – Batthyány utca – Árpád körút – Küküllő utca – Kiskőrösi út – Könyves Kálmán körút – Izsáki út – Dr. Szobornya Zoltán utca – Wéber Ede utca – Könyves Kálmán körút – Halasi út – Batthyány utca – Katona József tér – Csányi János körút – Koháry István körút – Piaristák tere – Hornyik János körút – Széchenyi tér vá. |

## Megállóhelyei
| 0  | Széchenyi tér végállomás | 1, 2D, 3, 4, 7, 10, 12, 13K, 14, 23, 26, 29, 111, 215, 916   |
| 1  | Dobó körút               | 1, 2D, 4, 7, 13K, 15, 26, 32, 111 Helyközi buszok            |
| 3  | Rávágy tér               | 2D, 26, 32 Helyközi buszok                                   |
| 5  | Rákóczi iskola           | 14D, 26, 215                                                 |
| 7  | Béke iskola              | 26                                                           |
| 8  | Inkubátorház             | 26                                                           |
| 9  | MÉH-telep                |                                                              |
| 11 | Univer Coop              |                                                              |
| 12 | Műszaki vizsgabázis      |                                                              |
| 13 | TÜZÉP                    | 1D, 26                                                       |
| 15 | Könyves Kálmán körút 64. | 1D, 26, 15D Helyközi buszok                                  |
| 18 | Hullám Vendéglő          | 1, 26, 111 Helyközi buszok                                   |
| 21 | Könyves Kálmán körút 55. | 15D                                                          |
| 26 | Damjanich iskola         | 2D, 32 Helyközi buszok                                       |
| 27 | Csókás utca              | 2D, 32 Helyközi buszok                                       |
| 28 | Halasi úti felüljáró     | 2D, 26, 32 Helyközi buszok                                   |
| 30 | Mátis utca               | 2D, 26, 32 Helyközi buszok S210 (Kecskemét alsó)             |
| 31 | Rávágy tér               | 2D, 26, 32 Helyközi buszok                                   |
| 34 | Katona József Színház    | 1, 2D, 3, 4, 7, 12, 13K, 15, 23, 26, 32, 111 Helyközi buszok |
| 37 | Széchenyi tér végállomás | 1, 2D, 3, 4, 7, 10, 12, 13K, 14, 23, 26, 29, 111, 215, 916   |